# روانگردان‌ها ۲
روانگردان‌ها ۲ (انگلیسی: Psychonauts 2) یک بازی ویدئویی ساخته شده توسط دابل فاین پروداکشنز و منتشر شده توسط اکس‌باکس گیم استودیوز در سال ۲۰۲۱ منتشر شد. این بازی در سال ۲۰۱۵ منتشر شد اما با تأخیر شش ساله در سال ۲۰۲۱ برای مایکروسافت ویندوز، پلی‌استیشن ۴، اکس‌باکس وان و اکس‌باکس سری اکس و سری اس منتشر شد.